# Consolida orientalis
Consolida orientalis é uma espécie de planta com flor pertencente à família Ranunculaceae. 
A autoridade científica da espécie é (J.Gay) Schrödinger, tendo sido publicada em Abhandlungen der Kaiserlich-königlichen Zoologisch-botanischen Gesellschaft in Wien. 4(Heft 5): 8, 62 (index). 1909.

## Portugal
Trata-se de uma espécie presente no território português, nomeadamente em Portugal Continental.
Em termos de naturalidade é introduzida na região atrás indicada.

## Protecção
Não se encontra protegida por legislação portuguesa ou da Comunidade Europeia.